# 穆伊穆伊
穆伊穆伊（西班牙語：Muy Muy），是尼加拉瓜的城鎮，位於該國中部，由馬塔加爾帕省負責管轄，始建於1751年，面積375平方公里，海拔高度320米，2005年人口14,721，人口密度每平方公里39.26人。
12°46′N 85°38′W / 12.767°N 85.633°W